# Birger Mörner

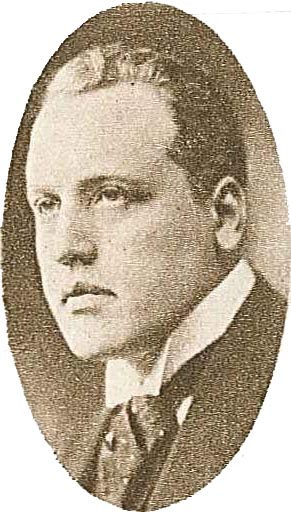
Birger Mörner um 1916

Graf Birger von Mörner, (auch Birger Moerner) Pseudonym Aráfi (* 3. Mai 1867 in Nora; † 10. März 1930 in Flen), war ein schwedischer Diplomat und Schriftsteller.
Birger Mörner war der Sohn eines Apothekers. Er legte sein Abitur in Norrköping ab und studierte Rechtswissenschaften an der Universität Uppsala und der Universität Lund. In Lund legte er 1893 das juristische Staatsexamen ab und wurde anschließend Referendar am Göta-Hofgericht in Jönköping, danach Assistent im Reichsamt für Handel, Industrie und Schifffahrt sowie am Zivilministerium. Ab 1899 war Mörner Konsularbeamter, zunächst in Helsinki, dann in South Shields, Kopenhagen und Konstantinopel. Von 1906 bis 1910 war Mörner schwedischer Konsul in Sydney. Er war verheiratet und der Vater von Magnus Mörner.
Nicht zuletzt durch seinen Beruf bedingt reiste Mörner viel und war publizistisch tätig. Seine literarischen Arbeiten veröffentlichte er meist unter dem Pseudonym Aráfi, unter dem er auch im schwedischen Schriftstellerlexikon geführt wird.